# 法國武裝干涉墨西哥
法國武裝干涉墨西哥（西班牙语：Segunda Intervención Francesa en México），又稱馬西米連諾事件或法墨戰爭，是一次由法蘭西第二帝國遠征軍對墨西哥發動的一次入侵，開始時曾獲得英國及西班牙的支持。這次入侵是由於墨西哥總統貝尼托·胡亞雷斯於1861年7月17日停止再向外國支付借款的利息，結果激怒了墨西哥最大的借款人，西班牙、英國及法國。這次行動的領袖是法皇拿破崙三世，三股勢力於同年10月31日簽訂了《1861年倫敦條約》，整合力量準備從墨西哥取回她們之款項。至12月8日，西班牙艦隊及步兵自古巴出發，抵達了墨西哥灣的港口韋拉克魯斯。
入侵行動建立了墨西哥第二帝國，而大量保守派的墨西哥人亦支持這個帝國。帝國的出現（1864至1867年）中斷了胡亞雷斯的總統治期（1858至1871年）。墨西哥的保守派，以及大量墨西哥貴族，試圖恢復以往的君主制，他們在法軍的武力支援下（法軍之意圖只為墨西哥西北的富礦），協助了奧地利的大公，斐迪南·馬西米連諾即位成為皇帝。

## 1862年：法軍抵達
英國、西班牙及法國艦隊先後於1862年1月6日、8日抵達了韋拉克魯斯，意圖對墨西哥施加壓力，逼使他們償還債款。2月27日坎佩切向法軍投降，3月5日一支由羅倫茲將軍指揮的法軍部隊抵達。當西班牙及英國意識到法國意圖征服墨西哥，兩國於4月9日撤出艦隊，24日時撤回軍隊。5月，法軍的兵船Bayonnaise號封鎖了馬薩特蘭港數日。
稍後法軍於1862年5月5日（現成為墨西哥的五月五日節）在普埃布拉遭遇到首次失敗，被指揮墨西哥政府軍的伊納希歐·薩拉戈薩所擊敗。追擊的墨西哥軍隊稍後於6月14日被法軍殲滅於奧里薩巴。9月21日，更多的法軍抵達墨西哥，再於10月16日巴贊將軍與更多增援抵達。10月23日，法軍攻陷了坦皮科，12月12日哈拉帕亦被和平佔領。

## 1863年：法軍佔領首都

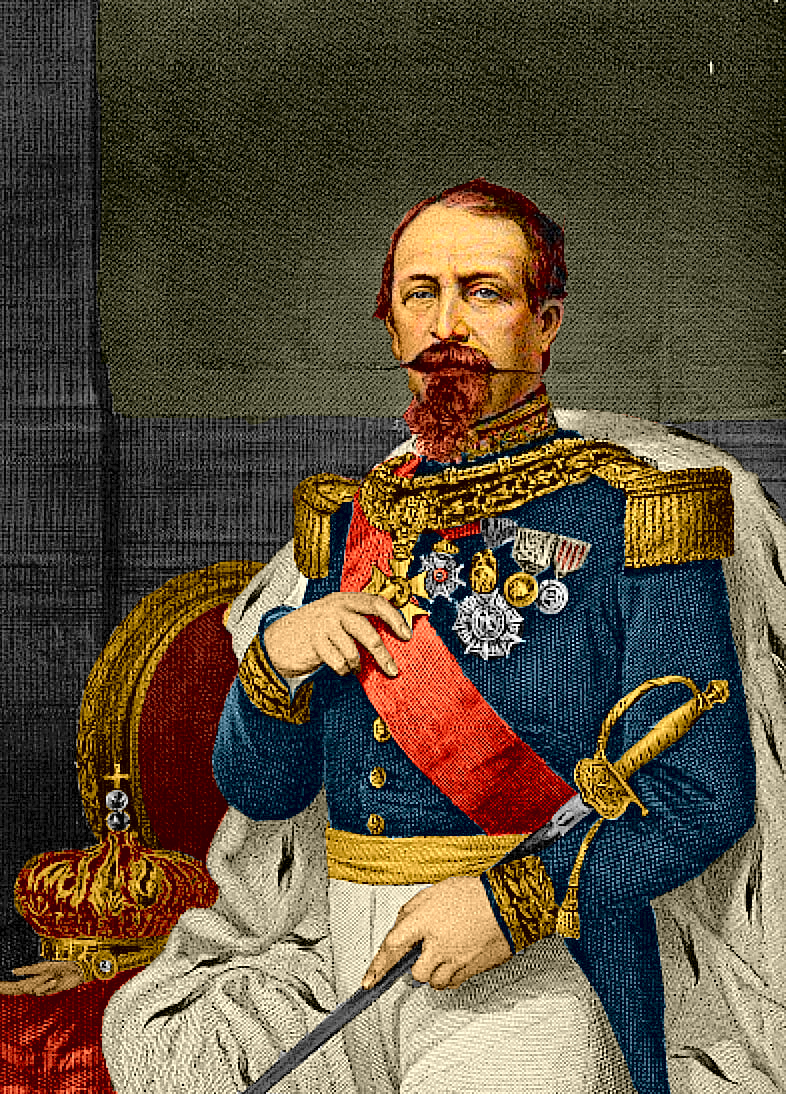
法皇拿破崙三世。

1863年1月15日，法軍轟炸韋拉克魯斯。翌日，福雷將軍統率法軍開始對普埃布拉進行圍城戰。
4月30日，法國外籍兵團在卡梅倫戰役中開始其富傳奇色彩的歷史，當一支有3名軍官、62名步兵的巡邏小隊在尚·丹茹上尉指揮下巡邏時，遭到3個營約3000人的墨西哥步騎軍圍攻，被迫在卡梅倫莊園進行防禦。戰鬥中丹茹上尉重傷而死，剩下的士兵只能與敵軍白刃戰。他們戰至幾乎最後一人，只有三人倖存。卡梅倫日現在仍然是法國外籍兵團最重要的慶祝日。
巴贊將軍的法軍於普埃布拉以南的聖羅倫索，擊敗了試圖解圍的墨西哥軍隊。普埃布拉稍後於5月17日向法軍投降。5月31日，胡亞雷斯總統與他的內閣成員帶著政府的寶物，向北逃亡至華雷斯城，稍後再逃到奇瓦瓦市，墨西哥政府繼續在當地保持流亡，直至1867年他們收復了國土。
法軍於1863年6月7日進入墨西哥城。法軍主力於3日後在福雷將軍統率下，進入了城市。阿爾蒙特將軍於21日被任命為墨西哥的臨時總統。同時35名成員的軍政府亦同日成立，後來於7月10日宣佈成為一個天主教帝國。在拿破崙三世的努力下，帝國的冠冕贈予了哈布斯堡王室的馬西米連諾大公，他在10月3日於的里雅斯特附近的米拉馬爾城堡（Miramar），接受了由軍政府提出的皇位邀請。

## 1864年：馬西米連諾即位

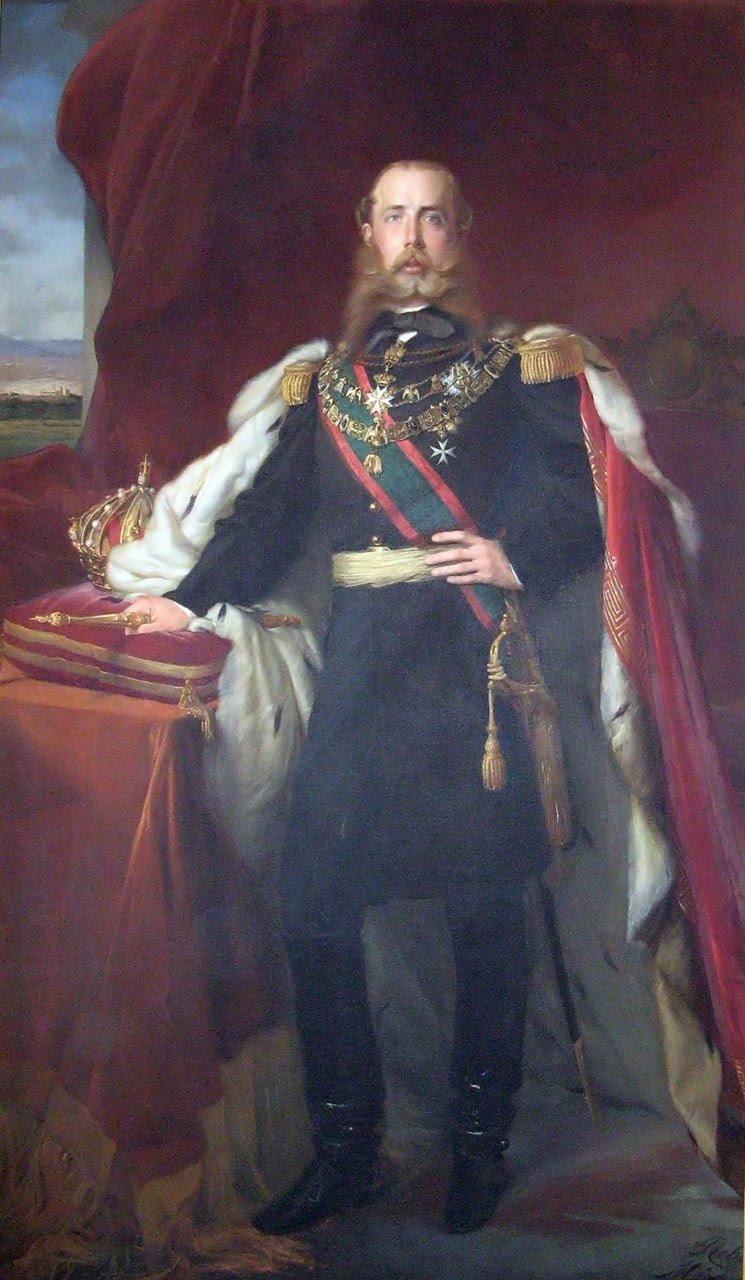
墨西哥的馬西米連諾一世皇帝。

在1864年3月28及31日，法國兵船Cordelière號的士兵試圖奪取馬薩特蘭，但遭到墨西哥軍隊的逐退。

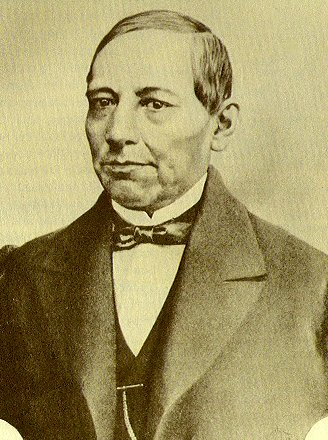
貝尼托·胡亞雷斯，共和國的領導人及總統。

法軍於巴贊將軍指揮下，在1864年1月7日佔領了瓜達拉哈拉，而另一支法軍於2月6日佔領了薩卡特卡斯。法國人的勝利接踵而來，6月3日阿卡普爾科陷落、7月3日攻佔杜蘭戈，11月時法軍亦於錫那羅亞州及哈利斯科州戰勝了共和軍。
馬西米連諾於4月10日接受了皇位，簽訂了《米拉馬爾條約》，並在1864年5月28日（或29日）乘坐SMS諾瓦拉號於韋拉克魯斯登陸。他被加冕為馬西米連諾一世，墨西哥皇帝。馬西米連諾思想十分先進，他希望建立一個立憲制政權，與民主選舉的議會分享權力。另外，他亦希望設立法律禁止童工，並設立工時限制、廢除實際上將印地安人當成農奴的土地租用制度。結果，他的想法由於太自由而不能取悅保守派，而自由派又不願接受君主制，使得馬西米連諾在墨西哥只有很少支持。
在1864年11月13日，三艘法國兵船（Victoire號、D'Assas號及Diamante號）炮轟了馬薩特蘭十三次，然後墨西哥帝國軍隊終於征服了這座城市。

## 1865年：共和軍勝利開端
法軍於1865年仍繼續勝利，巴贊率軍在2月9日攻克了瓦哈卡，擊敗了守衛城市的波費里奧·迪亞斯。法國艦隊運載士兵登陸，並於3月29日攻佔了瓜伊馬斯。但是在4月11日，墨西哥共和軍卻於米卻肯州的塔坎巴羅戰勝了帝國軍隊。4至5月間，錫那羅亞州及奇瓦瓦州中出現很多共和國部隊，而格蘭德河畔的大部份城鎮亦被共和軍奪取。於7月11日，第二次的塔坎巴羅戰役中，比利時志願者遭到共和軍的擊敗。
馬西米連諾於10月3日頒佈了"黑色法令"，令任何墨西哥俘虜都可能遭到立即處決的威脅。這個法令稍後成為馬西米連諾被處決的依據。數名共和國中的高級官員因此法令，而於10月21日被處決。

## 美國的態度
當時的美國總統亞伯拉罕·林肯選擇支持胡亞雷斯的共和派，不過因為南北戰爭而無法進行干預。在1865年內戰結束後，美國的菲力·謝里登將軍馬上在總統安德魯·約翰遜及尤利塞斯·S·格蘭特將軍的監察下，集結了5萬兵力，並進駐美墨邊界。謝里登部隊的巡邏，直接地威脅到法國遠征軍，而且美國亦向胡亞雷斯的部隊提供武器。美國國會在1864年4月4日一致通過決議，反對墨西哥君主制統治的建立。結果在1866年2月12日，美國要求法國撤去其駐墨西哥軍隊，同時美軍被派駐格蘭德河畔的據點，另外亦設置了海軍封鎖來阻止法軍的增援登岸。美國並就奧地利志願者在5月6日來到墨西哥一事正式向奧地利提出抗議。

## 1866年：法軍撤退和共和國勝利
在1866年，拿破崙三世終於宣佈在5月31日撤回法軍。共和國在法國撤去對帝國軍隊的軍事支援後，開始一連串的勝利。共和軍於3月25日佔領了奇瓦瓦、7月8日奪回了瓜達拉哈拉。同時在7月，共和國亦收復了馬塔莫羅斯、坦皮科及阿卡普爾科。拿破崙三世促請馬西米連諾放棄墨西哥。法軍在7月26日撤離了蒙特雷，再於8月5日撤離薩爾蒂約，並在9月撤離了索諾拉州。馬西米連諾的法國人內閣成員於9月18日投降。共和軍在10月時於瓦哈卡州擊敗了帝國軍隊，於11月佔領了整個瓦哈卡州，以及部份的薩卡特卡斯州、聖路易斯波托西州及瓜納華托州。12月6日，奧地利及比利時的志願軍解散，並預期會加入墨西哥的軍隊，但4648名志願者中的3500人並沒有加入，並試圖離開墨西哥。
在11月13日，Ramón Corona與法國人商議關於馬薩特蘭的收復，在中午時佔領軍登上三艘兵船，Rhin號、Marie號和Talisman號，並且離開。

## 1867年：共和軍收復首都

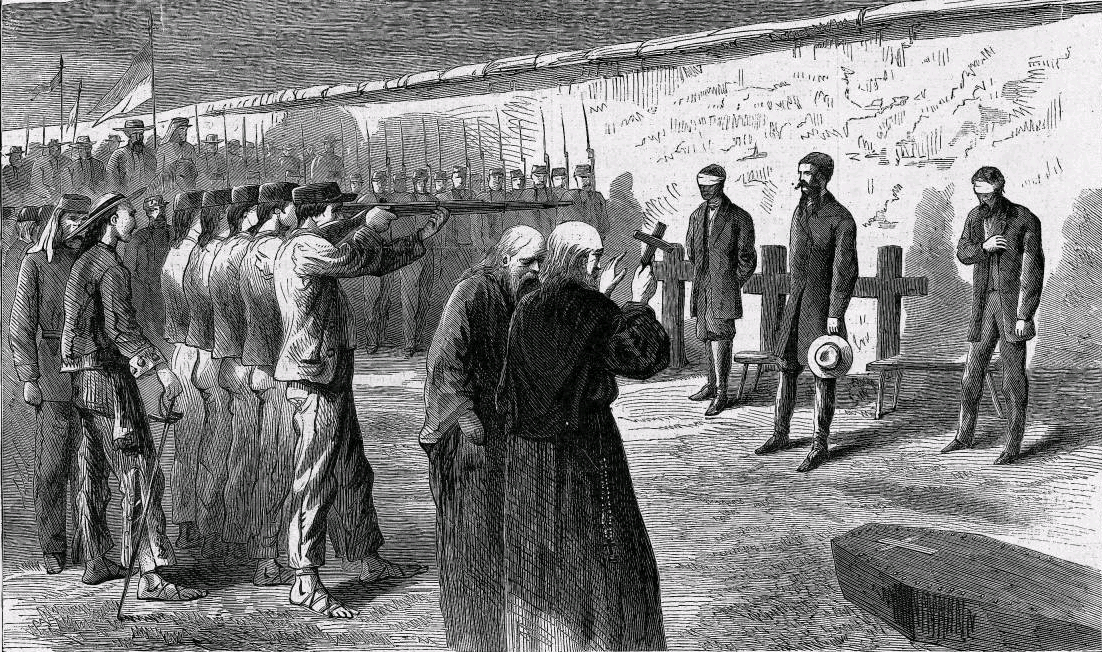
馬西米連諾一世被處決的畫作，處決執行後不久出版。

共和軍於1867年1月攻佔了剩餘的薩卡特卡斯州、聖路易斯波托西州和瓜納華托州，法軍在2月5日撤離了墨西哥城。在2月13日，馬西米連諾撤退至克雷塔羅。共和軍於3月9日對克雷塔羅進行圍城戰，於4月12日對墨西哥城進行圍城戰。在4月27日，一次帝國軍隊的反擊遭到擊敗。
5月11日，馬西米連諾試圖穿越敵軍戰線逃亡，然而於5月15日被截獲，並送上軍事法庭審訊。馬西米連諾被判處死刑。歐洲很多君主，以及其他重要人物，如維克多·雨果、朱塞佩·加里波底都發出電報及信件，請求墨西哥放過馬西米連諾一命。但是，胡亞雷斯拒絕改變判決，因為他相信必須向外國展示，墨西哥絕不容忍任何外國勢力在其國土上扶植政權。 

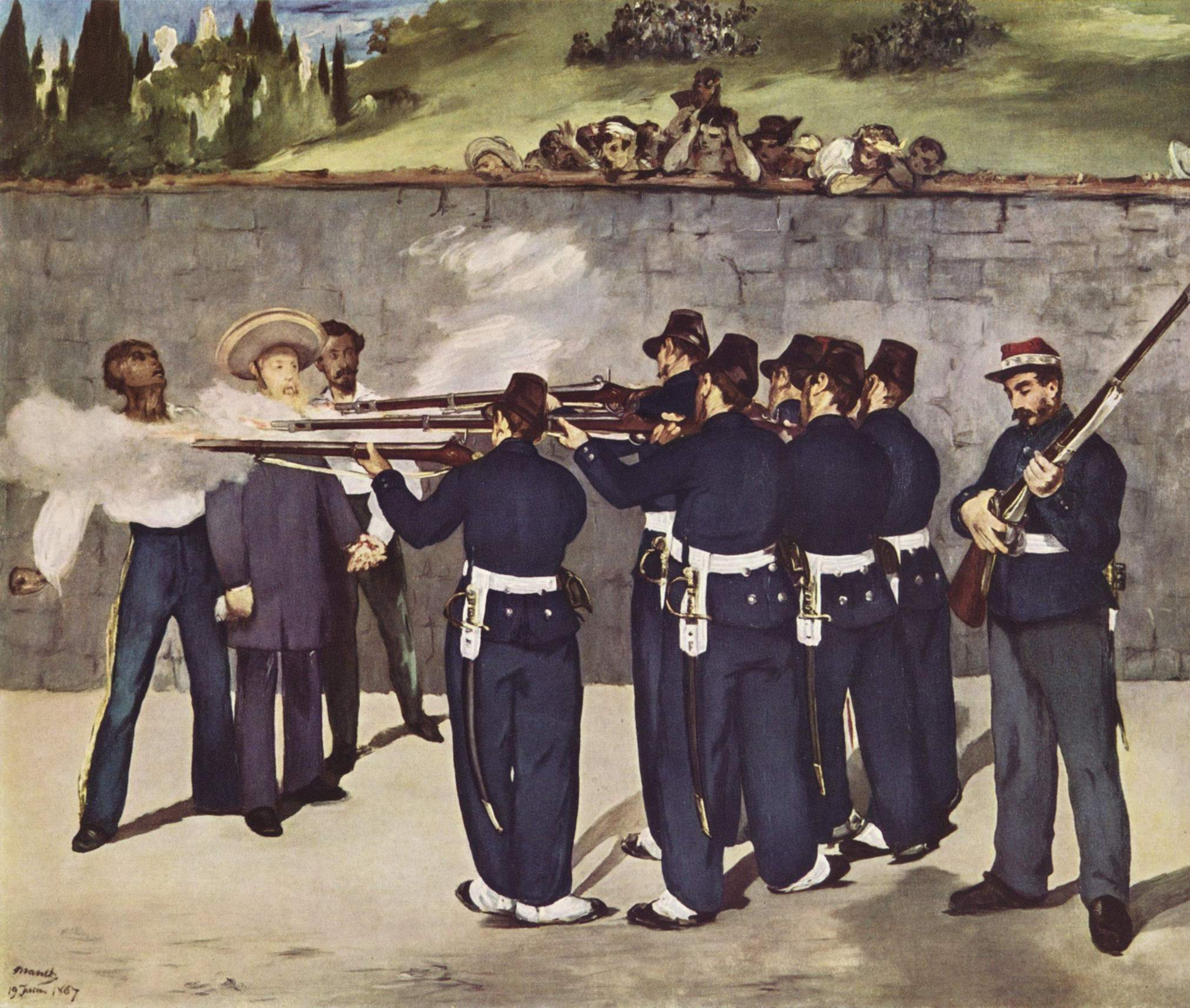
1867年愛德華·馬奈的馬西米連諾皇帝之處決。

馬西米連諾在6月19日與米格爾·米拉蒙和托瑪斯·梅希亞一同被處決，於克雷塔羅郊區的一座山丘上，由忠於總統的墨西哥軍隊執行。胡亞雷斯的統治地位獲得更加鞏固。墨西哥城在馬西米連諾被處決後一日投降。
共和國重新建立，總統胡亞雷斯在國家首都重建統治權力，政策只有很小程度改變，因為當初馬西米連諾堅持了大部份胡亞雷斯的自由改革。當戰爭勝利後，保守派因為以往與法軍結盟而被徹底抹黑，結果迅速消失在墨西哥政界中。在共和國重建早期，自由派在政治上幾乎毫無任何對抗力量。但在1871年，胡亞雷斯被再次選為總統，不過憲法禁止了重新選舉，結果挑起了其中一名落選候選人，波費里奧·迪亞斯發起叛亂對抗胡亞雷斯。儘管得到了自由派中的保守人士的支持，但這次試圖的叛亂其實必定失敗，但同時1872年7月19日胡亞雷斯卻病死在辦公室裡，使叛亂變得毫無意義。迪亞斯試圖對抗過渡的總統，塞巴斯蒂安·萊爾多·德·特哈達，但他再次於選舉中失敗，並退休回到他在瓦哈卡州的莊園。1876年，當萊爾多參加選舉，迪亞斯發動第二次叛亂，並且成功奪取了總統的寶座。自此，迪亞斯連任了8次總統至1911年為止。

## 另見
- 糕點戰爭，一次早期由法國對墨西哥發動的入侵。
- 改革戰爭，在法國入侵前墨西哥自由派與保守派的內戰。
- 墨西哥歷史

## 來源
- Chronology of the Mexican Adventure 1861–1867 （页面存档备份，存于）
- Bibliography for the French intervention in Mexico （页面存档备份，存于）
- Sheridan, Philip H., Personal Memoirs of P.H. Sheridan, Charles L. Webster & Co., 1888, ISBN 1-58218-185-3 (vol. 1).
- Lerma Garay, Antonio. Mazatlán Decimonónico, Autoedición. 2005. ISBN 1-59872-220-4.

## 備註
1. 1 2  Péter Torbágyi.  (PDF). Szeged, Hungary: University of Szeged. 2008: 42  [10 June 2020]. ISBN 978-963-482-937-9. （原始内容 (PDF)存档于2021-07-28） （匈牙利语）.
2. ↑  Richard Leroy Hill. . East Lansing, United States: Michigan State University Press. 1995. ISBN 9780870133398.
3. 1 2  Walter Klinger. . Munich, Germany: Grin Verlag. 2008  [10 June 2020]. ISBN 978-3640141920. （原始内容存档于2021-09-07） （德语）.
4. ↑  Noir, Louis. . Achille Faure. 1867: 135  [2022-03-11]. （原始内容存档于2022-11-01） （法语）.
5. ↑  . 1863: 177  [2022-03-11]. （原始内容存档于2022-11-01） （法语）.
6. 1 2  . : 305.
7. 1 2  Jean-Charles Chenu.  [Mexican expedition].  [Overview of the expeditions in China, Cochinchina, Syria and Mexico: A Follow-up study on the yellow fever by Dr. Fuzier]. Paris, France: Masson. 1877  [22 June 2012] （法语）.
8. ↑  René Chartrand. Lee Johnson , 编. . Men-at-arms 272. Illustrated by Richard Hook. Oxford, United Kingdom: Osprey Publishing. 1994. ISBN 185532430X.
9. ↑  Richard Leslie Hill; Peter C. Hogg. . East Lansing, United States: [Michigan State University Press. 1995. ISBN 9780870133398.
10. ↑  Sheridan, p. 405.